# 倒卵叶大叶柳
倒卵叶大叶柳（学名：Salix magnifica var. apatela）为杨柳科柳属下的一个变种。

## 扩展阅读
- 維基物種上的相關：倒卵叶大叶柳